# برناردو أريفالو
سيزار برناردو أريفالو دي ليون (من مواليد 7 أكتوبر 1958) هو دبلوماسي وعالم اجتماع وكاتب وسياسي غواتيمالي يشغل حاليًا منصب رئيس غواتيمالا الثاني والخمسين، عضو ومؤسس مشارك لحزب سيميلا، شغل سابقًا منصب نائب في كونغرس غواتيمالا من 2020 إلى 2024، وسفيرًا لدى إسبانيا من 1995 إلى 1996 ونائبًا لوزير الخارجية من 1994 إلى 1995.
أريفالو هو نجل الرئيس السابق خوان خوسيه أريفالو. هزم السيدة الأولى السابقة والمرشحة لمنصب الرئاسة ساندرا توريس في الجولة الثانية من الانتخابات الرئاسية 2023 في 20 أغسطس 2023. انتصاره الانتخابي يجعله أول ابن لرئيس غواتيمالي سابق يتم انتخابه رئيسًا، والرئيس الثاني الذي لم يولد في الأراضي الغواتيمالية، وثاني أكثر المرشحين تصويتًا في غواتيمالا في القرن الحادي والعشرين، ولم يتفوق عليه سوى الرئيس السابق جيمي موراليس. 2016–2020).